# Combretum tetralophum
Combretum tetralophum là một loài thực vật có hoa trong họ Trâm bầu. Loài này được C.B.Clarke mô tả khoa học đầu tiên năm 1878.